# Armatoli
Armatoli (grčki: Αρματολός / armatolos, singular, Αρματολοί / armatoloi, plural, = naoružan) su bili paravojska u Osmanskom Carstvu sastavljena od lokalnog grčkog stanovništva, koja je egzistirala od 15. do 19. st., zadužena za osiguravanje reda na teško prohodnim terenima. 
Brojni armatoli zajedno s isto tako brojnim grčkim hajducima koje su oni zvali klefti sudjelovali su na početku 19. st. u Grčkom ratu za nezavisnost (1821. – 1832.) pa su tako postali nacionalni heroji.

## Etimologija
Riječ armatolos su izgleda Grci usvojili od Mlečana tijekom Latinskog Carstva. Ona vuče podrijetlo od latinske arma = oružje, pa je označavala naoružana čovjeka. 

## Povijest
Kad su Osmanlije početkom 15. st. počeli prodirati na grčka područja, zatekli su armatole, koji su bili nešto poput lokalne policije. Njihova organizacija ima korijene iz bizantskih vremena, i prijelaza na feudalizam. Jer su članovi tih jedinica su kao naknadu za svoj posao, dobivali manji zemljišni posjed. Kad su Osmanlije osvojile Grčku u 15.st. nastavili su suradnju s njima, dopustivši im da nastave svoj policijski posao.
Prvi Armatoli pojavili su se sredinom 15. st. u masivu Agrafa u Tesaliji za vladavine sultana Murata II. (1404. – 1451.). Iz Tesalije se taj institut proširio i na ostale grčke pokrajine poput Makedonije, Epira, Akarnanije i Etolije uglavnom na teško pristupačne planinske krajeve, po kojima su tradicionalno krstarili klefti (hajduci). Armatoli se nisu proširili po Peloponezu, ali se tamo razvio vrlo sličan institut lokalnih policija zvan, kapoji (κάποι) i meintanidesi (μεϊντάνηδες). Osmanlije su uglavnom dopuštali aktivnost tih policija, tamo gdje nisu imali interesa ni snaga da održavaju sami red. Te su snage su bile vrlo slične martolozima i derbendžijama po ostalim osmanlijskim zemljama. Uglavnom su nastojali suzbiti aktivnost klefta. Ono što je paradoksalno mnogi od tih klefta, postajali bi armatoli kad bi stekli dovoljno ugleda kod osmanskih vlasti zbog svoje smjelosti i vještine u borbi, ali mnogi armatoli kad su izgubili posao odmetnuli su se u klefte.

## Organizacijska struktura
O strukturi i naoružanju armatola ne zna se puno, zna se da im je zapovjedavao lokalni paša, a vodio ih vlastiti kapetan (kapetanios) uz pomoć poručnika (protopalikaro), koji je najčešće bio njegov rođak.

## Poznati armatoli
- Theodoros Kolokotronis
- Georgios Karaiskakis
- Theodoros Kolokotronis
- Markos Botsaris

## Vanjske poveznice
- Armatole na portalu Encyclopædia Britannica